# Arce (Né)
Die Arce ist ein Fluss in Frankreich, der im Département Charente in der Region Nouvelle-Aquitaine verläuft. Sie entspringt unter dem Namen Ruisseau de Chaverrut im Gemeindegebiet von Chadurie, entwässert zunächst in südwestlicher Richtung, dreht dann auf Nordwest und mündet nach insgesamt rund 23 Kilometern im Gemeindegebiet von Péreuil als linker Nebenfluss in den Né. Etwa auf den letzten 1,5 Kilometern verläuft er bereits parallel zum Né.

## Orte am Fluss
(in Fließreihenfolge)
- Puypéroux, Gemeinde Aignes-et-Puypéroux
- Nonac
- Moulin du Pont Chévrier, Gemeinde Bessac
- Malatret, Gemeinde Péreuil